# Chien Yu-Chin
Chien Yu-Chin (24 de octubre de 1982) es una deportista taiwanesa, que compitió en bádminton, en las modalidades de dobles y dobles mixto. Ganó dos medallas de bronce en el Campeonato Mundial de Bádminton de 2010.

## Palmarés internacional
| Representando a China Taipéi |                 |                   |              |
| Campeonato Mundial           |                 |                   |              |
| Año                          | Lugar           | Medalla           | Prueba       |
| 2010                         | París (Francia) | Medalla de bronce | Dobles       |
| 2010                         | París (Francia) | Medalla de bronce | Dobles mixto |